# Saivojärvi (Tärendö socken, Norrbotten)
Saivojärvi är en sjö i Pajala kommun i Norrbotten och ingår i Kalixälvens huvudavrinningsområde.